# An-70 (航空機)
アントノフ An-70
離陸するAn-70
- 用途：輸送機
- 分類：大型輸送機
- 製造者：O・K・アントーノウ記念航空科学技術複合体
- 初飛行：1994年12月16日
- 生産数：2機
- 運用状況：開発中止
- ユニットコスト：6,700万USドル（2015年）

An-70（アントノフ70；ウクライナ語：Ан-70アーン・スィムデスャート；ロシア語：Ан-70アーン・スィェーミヂスャト）は、ウクライナの航空機メーカーであるO・K・アントーノウ記念航空科学技術複合体（アントノフ）で開発された航空機である。ソ連時代に開発され運用されてきたAn-12輸送機を置き換える次世代のターボプロップ四発貨物機・輸送機としての運用が予定されていた。

## 概略
An-12後継機の構想は1970年代からあったものの、それがAn-70として本格的な開発となったのは1990年代のことである。1994年12月16日に試作初号機がウクライナのキエフ近郊のホストーメリ空港で初飛行した。この開発計画はウクライナとロシア双方が費用を折半することに合意しており、生産をキエフの航空機工場アヴィアーントとロシアのサマーラの航空機工場アヴィアコルで行う計画であった。また、ロシア政府はロシア空軍にAn-70を160機導入する意向があると示唆し、北大西洋条約機構（NATO）へも売り込みが図られた。そのため、An-70は軍用輸送機として運用されることを想定していた。
試作初号機は1995年2月10日にキエフ州での試験飛行中に墜落事故を起こした。エスコートをしていたAn-72と空中で衝突したAn-70は、森へ墜落し、乗員7名全員の生命と機体が失われた。損傷したAn-72はホストーメリ空港に無事帰着した。アントノフは地上試験用の機体を飛行用に変換し、試作2号機は事故からわずか21ヶ月後の1996年12月8日飛行した。
しかし、2001年1月には2号機も寒冷地テスト中の離陸の際、2基のエンジンが停止しオムスクに不時着し、深刻な被害を受けた。アントノフは2号機を回収して、記録的な速さでそれを修理したが、このプロジェクトはまだ資金が不足していた。
こうした中、搭載するD-27エンジンの開発も遅れ、その結果エンジン価格の高騰も生じた。
2002年、ロシアとウクライナは、生産上のリスクシェアリング契約を50:50にすることで合意した。
初号機の事故の後、ロシア政府はAn-70の性能に疑いを持ち、さらなる改良を要求してきた。しかし、一向に開発が進まないことと政治的事情（2004年のオレンジ革命）のために、ロシア政府は自国のIl-76MFよりも重量が重く高価になったとして、2006年4月に開発計画からの撤退を発表した。この時点でロシアは計画の60%となる推定50億ドルをプロジェクトに投資していた。
開発は続けられたが、ロシアの借金6,000万ドルの未払いによって遅延した。だが、その後も機体の開発はウクライナ単独で継続され、2006年にはAn-70の完成が発表された。同年6月にホストーメリ空港で行われたアヴィアスヴィートXXIでは、機体番号UR-NTK機がアントノフの他の機体（An-225 ムリーヤや2機のAn-148）とともに編隊飛行を披露した。アヴィアーントのオレーフ・シェウチェーンコは、ウクライナ空軍は保有機材の近代化の一環として2008年に2機のAn-70を導入すると説明した。
2009年後半、ロシアは協力を再開し、計画に資金を戻した。しかし、アントノフによるとロシアは、その没収ペナルティを払っていないとされる。
2010年8月、実用試験が行われていること、そしてウクライナ空軍が2011年に最初のAn-70を受領する予定であることが報告された。また、ヴォルガ・ドニエプル航空は最大5機のAn-70Tの購入のための覚書を締結した。
2010年12月、ロシアが60機のAn-70の調達が2011年-2020年までの国家軍備計画に含まれていることが報じられた。
その後、アビオニクスの改善による乗員の減少（5→4人）、信頼性が向上し、プロペラを騒音を減少させたものに変更するなどの改良が加えられた2号機が、2012年9月27日に再び飛び、キエフで開催されたAviasit XIの航空ショーに参加した。
2012年6月、ロシアのカザンにあるカポ工場でAn-70の組み立てを行うことが決定された。航空機の翼、尾翼面、エンジンナセルはキエフのアントノフで製造される。
2012年12月、16年ぶりに新機体の生産が始まった。状態のテストは、2014年4月までに完了した。
2015年1月19日、ウクライナ国防相ステパン・ポルトラクは、ウクライナの空軍へのAn-70輸送機の導入を承認する法令に署名した。
2015年2月、ロシアは性能面や2014年ウクライナ騒乱に伴う関係悪化から調達をキャンセルし、開発費として支払った29.5億ルーブルの返還を要求すると発表した。

## 機体
高翼配置の主翼を持ち、尾翼も通常の形式である。二重隙間フラップを有し、STOL性を考慮、軽荷状態では900mの非舗装滑走路でも離着陸できる。両尾翼とも二重ヒンジ式であり、機動性を重視している。
主脚は胴体脇の控えめなバルジ内に収納しており、六輪ダブルタイヤである。エンジンはプロップファンを4基装備、二重反転式であり、8枚翅と6枚翅の組み合わせとなっている。これにより、低燃費を確保している。
機体には複合材料が使われており、操縦系統もグラスコックピットやフライ・バイ・ワイヤが使われるなど先進的な技術が導入されている。

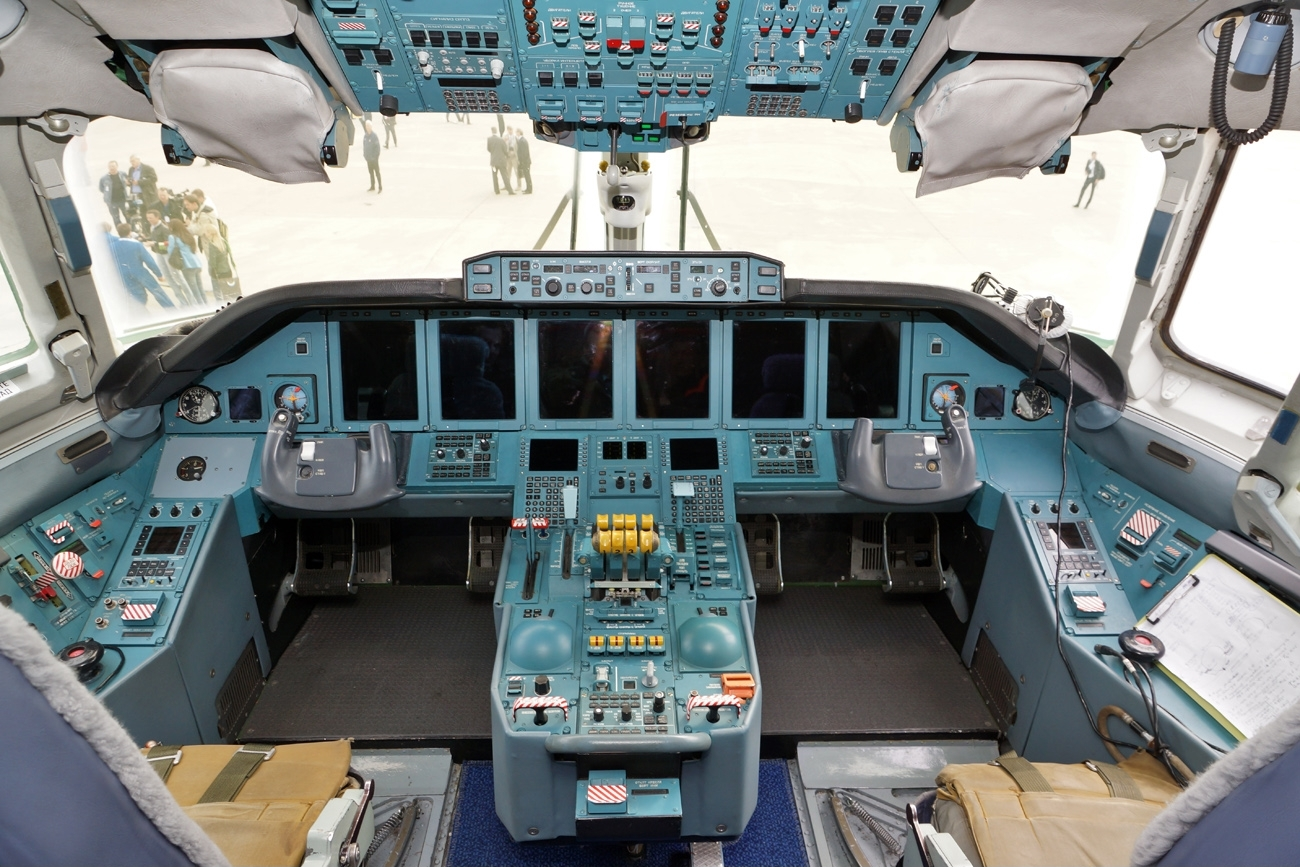
操縦席
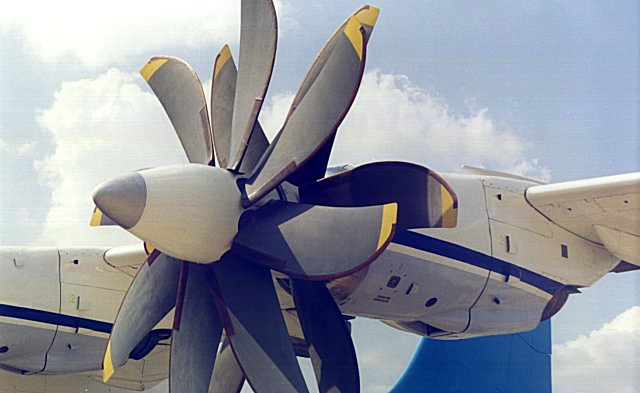
2重反転プロペラ

## 派生型
An-70
基本型の戦略軍用輸送機。
An-70T
D-27 エンジン四発を装備した民間向け輸送機型。
35tの積載物を搭載し、3,800kmの航続距離を持つ。もしくは、20tの積載量で7,400kmを飛行できる。滑走路の舗装・未舗装に拘らず1,300mの距離があれば離着陸ができるとされた。これは、独立国家共同体のあらゆる飛行場で運用可能となる能力であった。
An-70TK
An-70Tの派生型で、旅客機として設計されている。
An-70-100
D-27 エンジン二発を装備する双発派生型。
D-27 エンジンは高価であるため、それほど輸送力の必要とされない場合には双発化した機体を運用することが有効であると考えられた。An-70-100は、少ない積載量と簡略された降着装置を有した。離着陸に要する距離は2,500mとなり、30tの積載量で1,000kmの飛行、あるいは燃料搭載量を増加し20tの積載量で4,300kmの飛行が可能とされた。
An-77
CFM56-5A1 エンジン四発を搭載した戦略軍用輸送機型で、西側諸国に対し提示された派生型。
An-7X
NATOに対し提示されていた派生型で、NATO軍の基本輸送機として採用される見込みもあった。
An-112KC
アメリカ空軍のKC-X計画向けにUSエアロスペースとアントノフのチームが提案した空中給油機仕様。
エンジンをGE GEnx-1B74/75、エンジン・アライアンス GP7277、プラット・アンド・ホイットニー PW4074/74Dのいずれか2基に変更する予定であった。アメリカ空軍が提案を拒否したので、提案後に廃止された。
An-188
An-70をベースに、翼を拡大し、エンジンをD-436-FMまたは新型のAI-28ターボファンに変更する。また、西側のエンジンやアビオニクスや機器を搭載することも計画されていた。
しかし、サードパーティーの国と協力するにはAn-70の開発に大きな貢献をしたロシアの許可が必要であり許可を得ることができない限り非現実的との見方もある。

## 運用国
ウクライナ
ウクライナ空軍
2010年の時点で、2011年と2012年に2機を導入する予定であった。最終的に、2015年1月にウクライナ国防相ステパン・ポルトラクがウクライナ空軍にAn-70を就役させる命令書に署名して運用が開始された。
 ロシア
ロシア空軍
2010年6月24日に60機発注した。2011年3月初頭の時点においてロシアは2015年 - 2016年に再設計されたAn-70を60機導入することを検討していた。しかし、IL-76MD-90A/Il-476の配備を理由に2015年2月調達をキャンセルした。
ヴォルガ・ドニエプル航空
最大5機の導入を期待する。

## スペック
- 全長：40.70m
- 全幅：44.06m
- 高さ：16.38m
- 機体重量：66.23t
- 積載重量：47t
- 最大離陸重量：130t
- 最大速度：780km/h
- 操縦乗員：3-5名

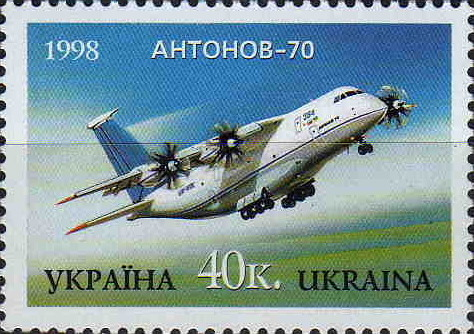
ウクライナの40コピーイカ切手に描かれたAn-70（1998年発行）

- 乗客：300名の軍人もしくは206名の負傷者、または47,000kgまでの積載物
- エンジン：イーウチェンコ＝プロフレース設計局製D-27×4
- 航続距離：8,000km（フェリー時）、6,600km（20tの貨物搭載時）
- 最大上昇限界高度：12,000m